# Mignolina (film)
Mignolina (in russo Дюймовочка?, Djujmovočka) è un film d'animazione del 1964 diretto da Leonid Amal'rik.
Pellicola sovietica prodotta dallo studio Sojuzmul'tfil'm di Mosca, basata sull'omonima fiaba di Hans Christian Andersen del 1835.

## Trama
Pollicina, una bambina minuscola nata da una tulipano, viene rapita da una rana che vuole darla in sposa a suo figlio. Riesce a scappare dallo stagno grazie all'aiuto di alcuni pesci e di un paguro. Dopodiché viene corteggiata da un maggiolino che la porta ad una festa di insetti, ma qui la fanciulla a causa del suo aspetto diverso, viene considerata brutta e scacciata. Arrivato l'inverno Pollicina trova riparo nella tana di una vecchia topa. Ma un vecchio talpone, vicino della signora, si invaghisce di lei e vuole costringere la ragazza a sposarlo. Pollicina scappa con una rondine sua amica che la porta in un prato fiorito, dove incontra il principe delle fate che le donerà un paio di ali e diverrà suo marito.

## Distribuzione
In Italia è stato trasmesso sul Programma Nazionale Rai il 14 ottobre 1971, con il titolo Mignolina. Successivamente è stato trasmesso, con il titolo Pollcina da Rai 3 in versione ridoppiata, come episodio all'interno della serie americana Fiabe da terre lontane.